# Zorius exilis
Zorius exilis är en skalbaggsart som beskrevs av Reichardt 1932. Zorius exilis ingår i släktet Zorius och familjen stumpbaggar. Inga underarter finns listade i Catalogue of Life.